# 函館市交通局710形電車
函館市交通局710形電車（はこだてしこうつうきょく710がたでんしゃ）は、1959年（昭和34年）に登場した函館市交通局（現在の函館市企業局交通部。函館市電）の路面電車車両である。8000形と同じく函館市電の主力車両であったが、2010年からは廃車や車体更新が進んでいる。

## 概要
1959年に登場し、1961年までに14両が製造された。2025年現在、3両が営業運転に就いている。

### 車体
車体設計は700形を元にしているが、東京都電8000形の影響も受けている。前扉は2枚引戸、中扉は片開きの2扉車で、側窓は上窓Hゴム固定、下窓上昇式のいわゆる「バス窓」である。前面及び側面の窓上に方向幕を備えるが、711 - 714の初期に製造された車両には側面の窓上の方向幕は装備されていなかった。また、側面の窓上の方向幕は現在使用されておらず、行先表示板による案内が行われている。方向幕窓のガラス部分は局章と車番を表記した板に置き換えている。また、方向幕窓自体を鉄板で溶接し閉塞している車両もある。
登場時の標準塗色は上半部アイボリー、下半部アイスランドグリーンであった。本形式と同様の車体は、800形や706形でも採用された。

### 機器
制御方式は間接自動制御で、力行3ノッチ、ブレーキ3ノッチが刻まれる。当時の函館市電では直接制御が主流であったため、この制御方式は話題となった。台車は住友金属工業のFS77-A。

## 製造

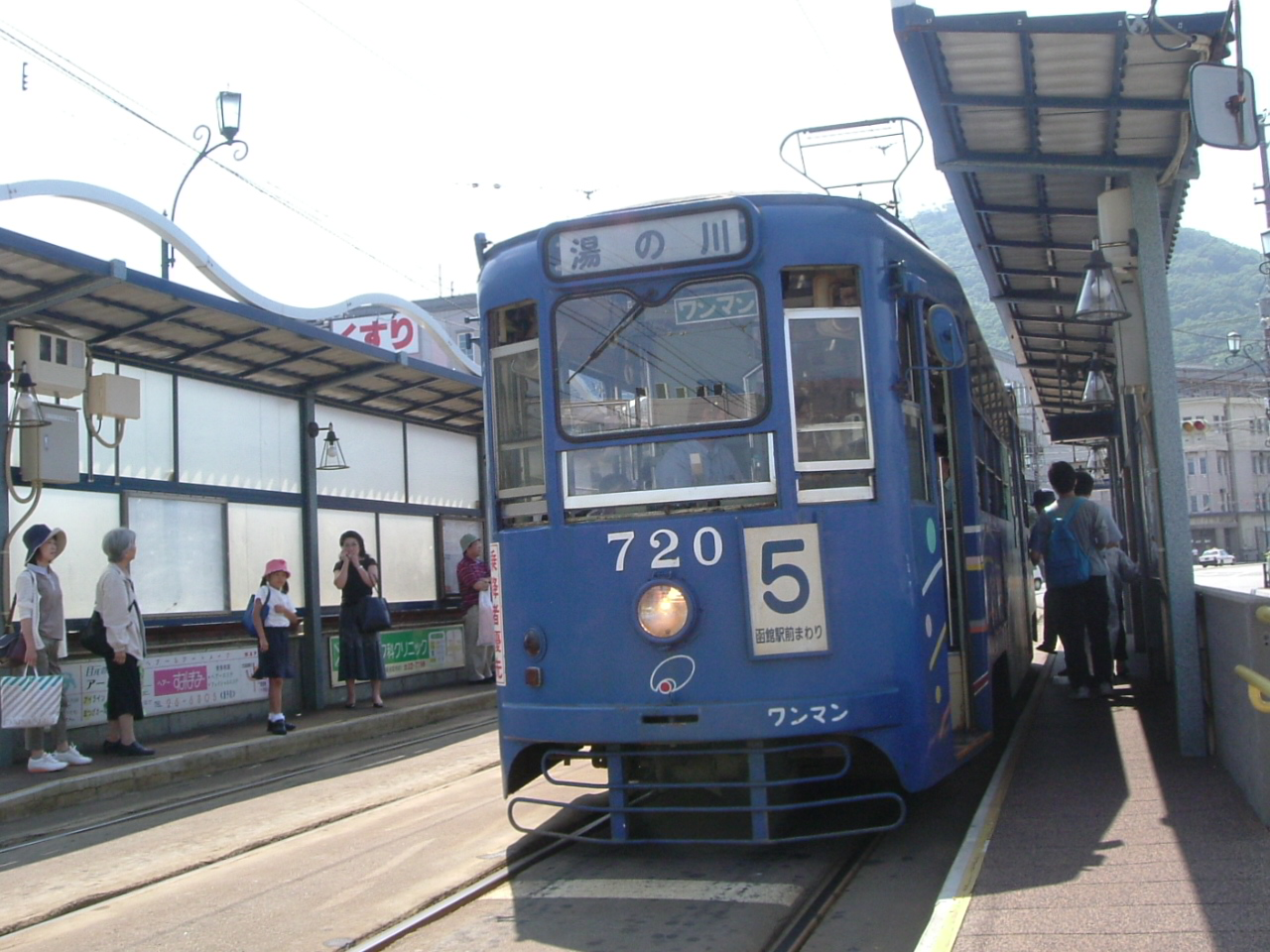
720号車

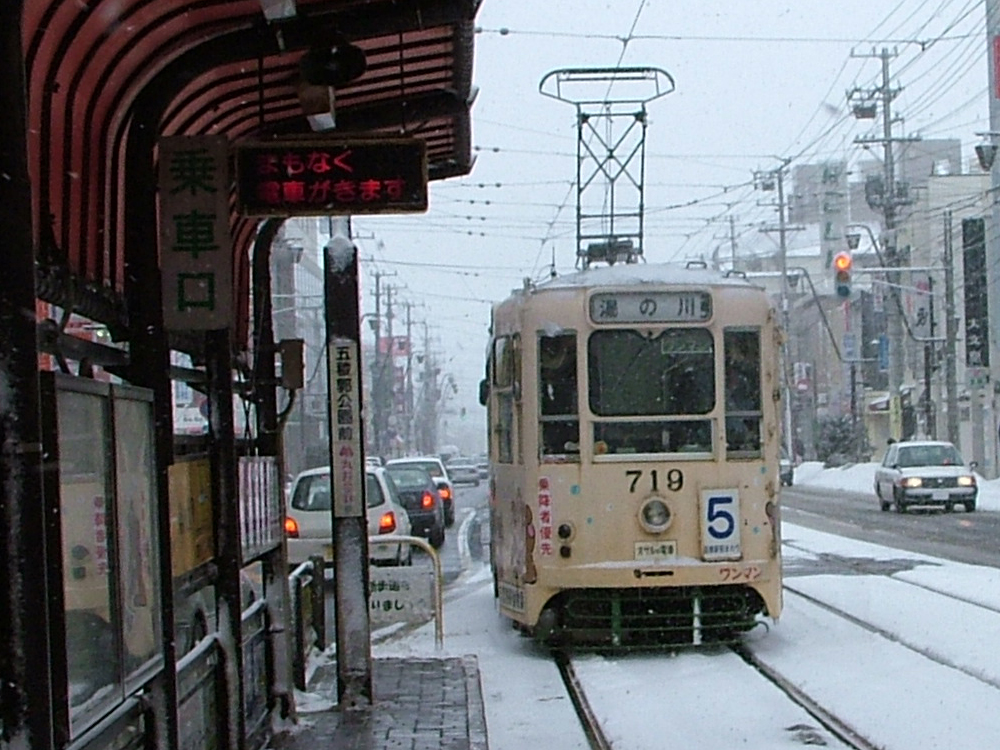
719号車

14両全車が新潟鐵工所で製造された。
- 711 - 714 / 1959年5月
- 715 - 720 / 1960年5月
- 721 - 724 / 1961年10月

## 改造

### ワンマン化改造
全車1968年にワンマン化改造を実施した。

### 暖房取付
全車1970年10月に灯油燃焼式の暖房を取付けた。

### ステップ改良
2001年より全車、前扉ステップの3段化、中扉ステップに補助ステップ（足掛け）の設置が行われ、2004年までに全車が完了した。

### 車体更新

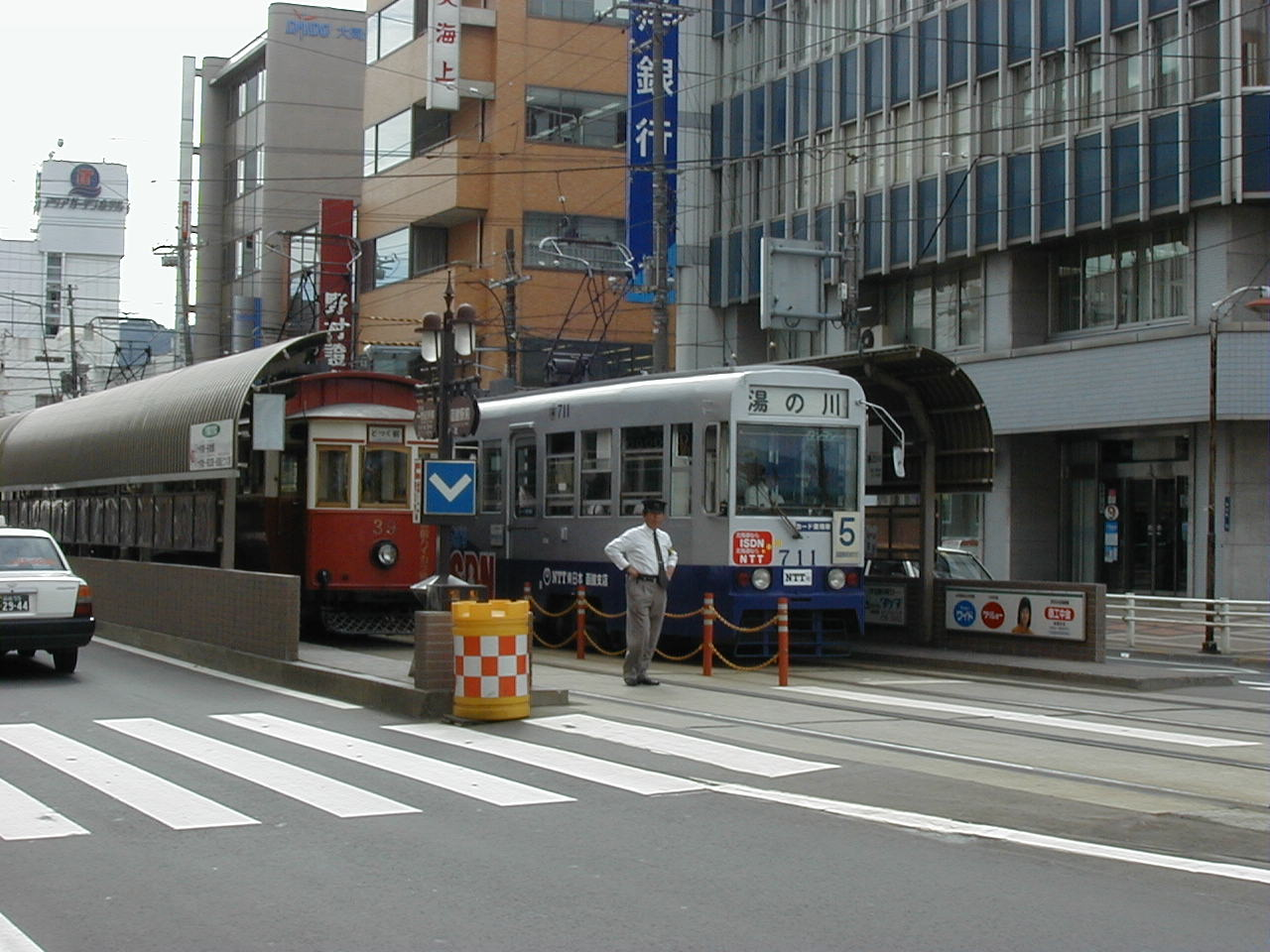
車体更新された711号車（右側）

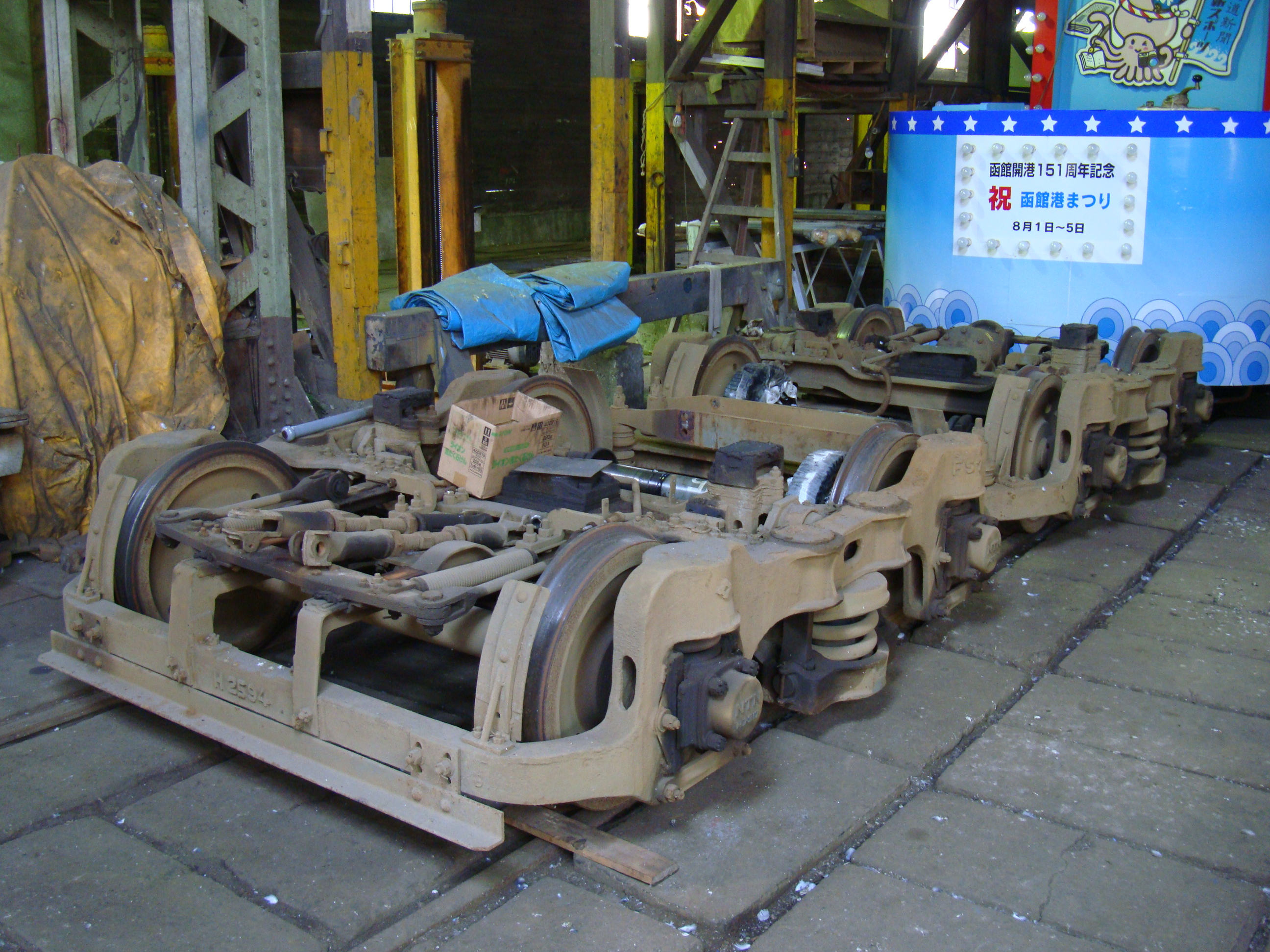
廃車後に車体から分離された711号車の台車

多数の余剰人員を抱えていた国鉄五稜郭車両所側からの働き掛けもあり、1985年7月に711の車体を、500形501と同様の大型前面方向幕を有し、前面1枚窓の軽快電車風の角ばったスタイルの車体へ載せ替える車体更新が行われた。MG・CPを交換したほか、暖房機を灯油燃焼式からヒーター式のものに交換した以外は、台車および制御機器類は711の部品がほぼそのまま用いられており、車籍や車番も711のまま引き継がれている。この711は2010年3月で定期運用を離脱、廃車解体となった。
また、2019年11月から715が定期運用を離脱し、7000形7001に車体更新され、2024年3月に721が7002に車体更新された。

## 事故
- 715 - 2015年（平成27年）12月29日10時30分頃、湯の川発谷地頭行きとして運行途中に千歳町停留場で脱線している[10][11]。
- 720 - 2024年（令和06年）03月04日6時すぎ、函館アリーナ前停留場 - 湯の川温泉停留場間で函館アリーナ付近で脱線[12]。

## 運用
超低床車2車両以外の車両と基本的には共通運用である。

### 特別運行
2013年6月29日は函館の路面電車が開通してから100年の節目であることから、723号は排4号、39号、530号、9602号とともに『100年間の電車大行進』と題して5両が一列になって全線を練り歩くというイベントに参加した。なお翌日の始発前にも同様の方法で『モーニング電車大行進』が行われた。さらに723号と530号は『臨100系統』として函館どっく前～谷地頭間を直行するイレギュラーな運行も行われた。

## 広告塗装
函館市電の多くの車両には各種企業などの全面広告が施されている。以下に、710形に現在施されている広告主を示す。2019年10月からは、函館市電で全面ラッピング広告が施される唯一の形式となっている。なお、724号は1975年、函館市電の車両で最初に広告電車化された車両であった。
- 716/「ペシェ・ミニョン」
- 719/「イチヤママル（長谷川水産）」
- 723/「株式会社五島軒」※ 笹色ツートンに加筆する「部分広告車」

## 廃車
事業規模の縮小により廃車になった車両のほか、2010年からは車両の老朽化、および保守部品の入手が困難になったことから廃車が進んでいる。2017年度から2026年度までの間に、老朽化した710形5両の車体更新、および710形3両の超低床車両による置き換えが予定されている。一方で、2024年3月の函館新聞には「来年度も７１０形の車体更新を引き続き実施し、２７年度以降も３両の車体更新を実施する予定」と記述されている。
- 717 / 1973年10月。1971年12月の事故で台車を損傷し、台車の購入が目処が立たず廃車。
- 714 / 1979年3月。五稜郭駅前線廃止に伴い余剰で廃車。
- 713 / 1985年5月。
- 712 / 1994年3月。2002・3002への代替による。
- 711 / 2010年3月。9602への代替による。同年12月に車庫内で解体された。部品は同型車両の予備部品として使われている[8]。
- 722 / 2014年3月。9603への代替による。廃車後、函館市西桔梗町の竹田運輸が購入し、社員の休憩場所として活用している[18]。
- 724 / 2018年3月。9604への代替による[4]。しばらく留置されていたが、2020年7月に解体された。
- 715 / 2019年11月。7001への車体更新による[9]。
- 718 / 2022年6月。車両故障および9605への代替による。当車両に施されていた「ペシェ・ミニョン」広告は716号へ引き継がれた。
- 721 / 2024年3月。7002への車体更新による[17]。
- 720 / 2025年3月。7003への車体更新による。